# Severn Trent
Severn Trent est une entreprise britannique de gestion de l'eau faisant partie de l'indice FTSE 100. Elle tient son nom de 2 fleuves britanniques : la Severn et le Trent.Severn Trent figure parmi les leaders britanniques de la distribution d'eau potable, du traitement des déchets et des prestations de services environnementaux

## Activités
- Distribution d'eau potable et prestations d'assainissement (4,5 millions de foyers et d'entreprises au Royaume Uni).

- Conception, construction et exploitation d'unités de traitement des eaux usées, prestations de conseil et de maintenance.
- Production d'énergie renouvelable.

## Principaux actionnaires
Au 10 octobre 2021:
| Lazard Asset Management                         | 4,80% |
| Qatar Investment Authority (Investment Company) | 4,64% |
| Legal & General Investment Management           | 3,86% |
| Pictet & Cie (Europe)                           | 3,22% |
| The Vanguard Group                              | 3,19% |
| Aviva Investors Global Services                 | 3,05% |
| Pictet Asset Management                         | 3,04% |
| Maple-Brown Abbott                              | 2,84% |
| BlackRock Advisors (UK)                         | 2,49% |
| BlackRock Fund Advisors                         | 2,47% |